# De Korenbloem (Zonnemaire)
De Korenbloem is een korenmolen in Zonnemaire in de gemeente Schouwen-Duiveland. De molen werd in 1873 gebouwd als vervanging van de houten grondzeiler die het jaar daarvoor afbrandde. Tot 1961 was de molen in bedrijf, waarna jaren van verval volgden. Nadat in 1990 tijdens een storm de kap grotendeels van de molen werd geblazen werd De Korenbloem gekocht door de toenmalige gemeente Brouwershaven, die de molen liet restaureren.